# Yucca baccata subsp. vespertina

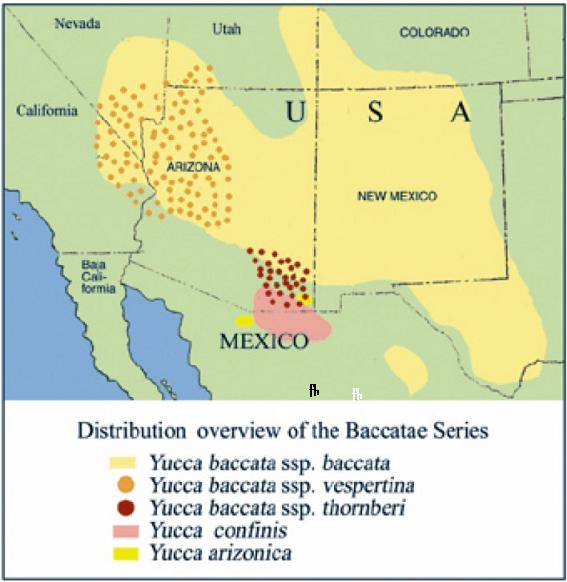
Verbreitungsgebiet der Yucca-Baccatae-Serie

Yucca baccata subsp. vespertina (Trivialname: „Mohave Datil Yucca“) ist eine Unterart der Blauen Palmlilie (Yucca baccata) in der Familie der Spargelgewächse (Asparagaceae).

## Beschreibung
Die solitär wachsende Yucca baccata subsp. vespertina ist stammlos bzw. bildet selten einen kurzen Stamm, jedoch formt sie dichte Klumpen. Die variablen blauen bis grünen Laubblätter sind 0,5 bis 1,5 Meter lang und bilden an den Blatträndern Fasern.
Der zwischen den Blättern beginnende, kurze aufrechte oder zur Seite geneigte, verzweigte, dichte Blütenstand wird 0,3 bis 0,6 Meter hoch und ragt kaum über die Blätter hinaus. Die hängenden, länglichen Blüten sind 6 bis 12 cm lang und 1 bis 2 cm breit. Die sechs Blütenhüllblätter sind weiß bis cremefarben. Die äußeren Blütenhüllblätter sind teilweise rötlich bis violettfarben. Der Vertreter der Sektion Yucca-Serie Baccatae bildet im Gegensatz zur Subspezies baccata große, dichte Gruppen. Die Blütezeit reicht von April bis Juli.
Sie ist bei trockenem Stand frosthart bis minus 20 °C. In Mannheim in der Sammlung von Fritz Hochstätter wachsen mehrere 20 Jahre alte Exemplare ungeschützt im Freiland.

## Verbreitung
Yucca baccata subsp. vespertina ist in der Great-Basin-Wüste, der Mojave-Wüste, in den Staaten Utah, Kalifornien, Nevada, Arizona im Pinyon-Juniper-Waldland, in Sagbrush-Kolonien in Höhenlagen zwischen 600 und 2000 Meter verbreitet. Vergesellschaftet ist diese Art oft mit einer Vielzahl verschiedener Yucca brevifolia, Yucca schidigera, Agave utahensis var. eborispina und mit verschiedenen Kakteen-Arten.

## Systematik
Die gültige Beschreibung ist durch Fritz Hochstätter unter dem Namen Yucca baccata subsp. vespertina 2001 veröffentlicht worden.
Synonyme sind Yucca baccata var. vespertina McKelvey 1938 und Yucca vespertina Welsh 1993

## Bilder

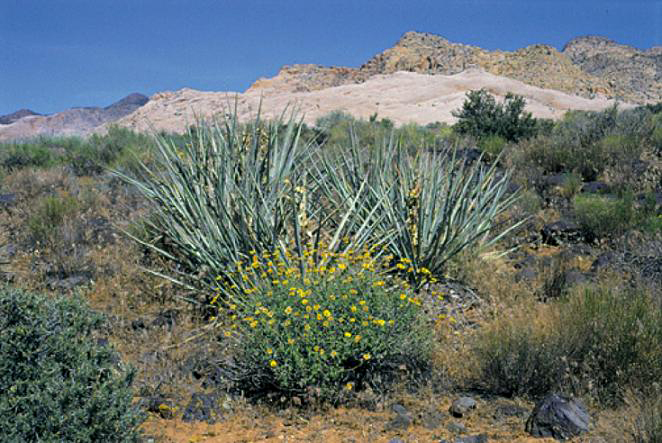
Im Mai in Utah
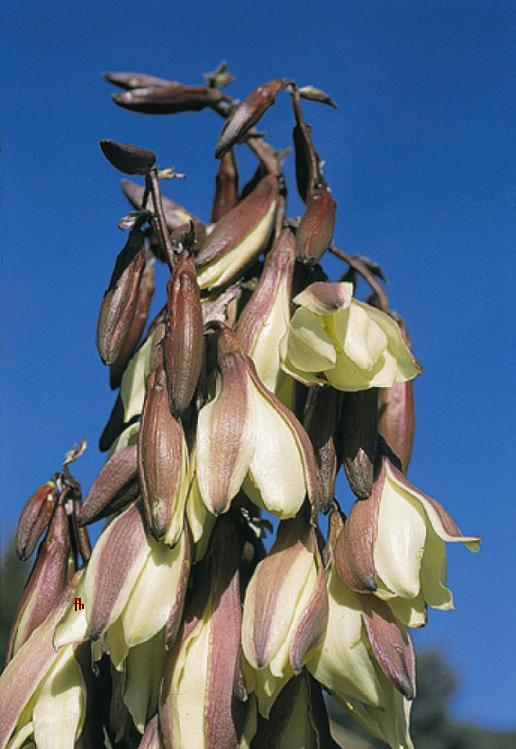
Blütenansicht in Kalifornien
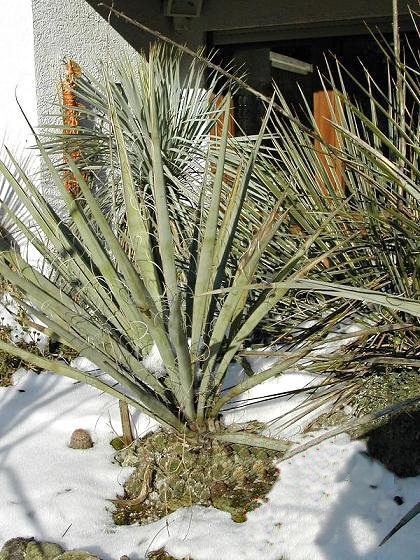
In Kultur, 20 Jahre altes Exemplar in der Sammlung von F. Hochstätter in Mannheim